# Stazione di Wembley Stadio
La stazione di Wembley Stadio è una stazione ferroviaria situata lungo la ferrovia delle Chiltern, a servizio del quartiere di Wembley nel borgo londinese di Brent. È la stazione più vicina allo stadio di Wembley e si trova a 400 m a sud-ovest dell'impianto sportivo.

## Storia
Il 20 novembre 1905 la società Great Central Railway aprì un nuovo percorso per i treni merci tra il bivio di Neasden e quello di Northolt. I servizi passeggeri da Marylebone iniziarono il 1º marzo 1906, quando furono aperte tre nuove stazioni: Sudbury e Harrow Road, South Harrow e, appunto, Wembley Hill. Il 2 aprile 1906 questi servizi furono estesi fino a Northolt Junction.
Il 18 febbraio 1918, i binari della stazione rimasero chiusi per una settimana a causa di una frana di 180 m in una tratta in trincea vicino alla stazione.
La prima stazione a portare il nome di Wembley Stadium, situata a circa 800 m a nord-est della stazione attuale, fu inaugurata dalla società London & North Eastern Railway il 28 aprile 1923 a servizio dell'Esposizione dell'Impero britannico. La stazione fu utilizzata fino al maggio del 1968 e fu ufficialmente chiusa il 1º settembre dell'anno successivo.
L'8 maggio 1978, la stazione di Wembley Hill è stata rinominata Wembley Complex, per indicare la sua vicinanza ai vicini impianti sportivi e a un centro congressi di recente apertura, prima di assumere il nome attuale l'11 maggio 1987.

## Strutture e impianti
Originariamente la stazione presentava una configurazione con quattro binari con due piattaforme su anelli passanti all'esterno delle linee interne a funzionamento continuo. L'attuale disposizione a due binari risale agli anni sessanta.
La stazione si trova nella Travelcard Zone 4.

## Movimento
La stazione è servita da treni suburbani e regionali, operati dalla compagnia Chiltern Railways.
Nei periodi di maggiore affluenza (di solito a causa di un evento allo stadio) una navetta di sette carrozze opera tra Marylebone e la stazione di Wembley Stadio utilizzando il binario di ritorno appena a ovest della stazione per consentire ai treni di invertire rapidamente la rotta per tornare a Londra. Esiste anche un servizio potenziato in direzione nord, con treni diretti a Banbury, Birmingham e oltre che fanno scali supplementari alla stazione.

## Interscambi
Nelle vicinanze della stazione effettuano fermata delle linee automobilistiche, gestite da London Buses.
- Fermata autobus